# Paralimnophila serraticornis
Paralimnophila serraticornis là một loài ruồi trong họ Limoniidae. Chúng phân bố ở miền Australasia.